# Inazuma Eleven GO (jeu vidéo)
Pour l'animé dont est tiré le jeu vidéo, voir Inazuma Eleven GO.
Inazuma Eleven GO (イナズマイレブン GO, Inazuma Irebun GO) est un jeu vidéo de rôle développé et édité par Level-5. Il est sorti le 15 décembre 2011 au Japon et est prévu pour le 13 juin 2014 en Europe.
Comme pour les opus sur Nintendo DS, le jeu est disponible sous deux versions globalement similaires mais avec quelques petites différences : la version Ombre (Dark) et la version Lumière (Shine).

## Synopsis
Arion Sherwind (Matsukaze Tenma), jeune passionné de football, entre dans l'école de ses rêves : le collège Raimon, afin d'intégrer son prestigieux club de foot. Mais à son arrivée, le club est loin d'être comme il l'imaginait : il se fait attaquer par Victor Blade (Tsurugi Kyousuki) un Impérial envoyé par le Cinquième Secteur, organisme visant à répartir les victoires et les défaites équitablement, et donc, à détruire le football authentique comme il le dit si bien. Avec ses amis, Arion commence une révolution visant à rétablir le football d'avant (celui d'il y a 10 ans), tout en enchaînant les victoires à la Route du Sacre (Holy Road).

## Voix françaises
- Pablo Hertsens : Mark Evans
- Maxime Donnay : Alex Zabel (Axel Blaze), Adé Kébé
- Christophe Hespel : Jude Sharp, Bay Laurel
- Marie Zidi : Jean-Pierre Lapin
- Geneviève Doang : Jade Green
- Tony Beck : Shawn Froste, Caleb Stonewall
- Martial Le Minoux : Coach Travis, Byron Love, Kevin Dragonfly
- Pierre Le Bec : Arion Sherwind
- Thibaut Delmotte : Riccardo Di Rigo
- Mathieu Moreau : Michael Ballzack
- Sébastien Hébrant : Victor Blade
- Hervé Grull : Sol Daystar, Njord Snio
- Julie Basecqz : Silvia Woods, Eugène Peabody
- Francine Baudelot
- Jerôme Berthoud : David Samford, Nathan Swift
- Nathalie Bienaimé : Célia Hills
- Gabriel Bismuth-Bienaimé
- Kelyan Blanc
- Emmanuel Bonami
- Philippe Bozo
- Adeline Chetail : Gabriel Garcia
- Stéphane Miquel
- Marie Nonnenmacher
- Raphaëlle Valenti